# Hotline Miami 2: Wrong Number
Hotline Miami 2: Wrong Number — компьютерная игра в жанре 2D top-down shooter, разработанная Dennaton Games и изданная Devolver Digital. Действие игры происходит до, после и во время событий первой части, но сюжет сфокусирован на событиях, произошедших после уничтожения Джекетом (главным героем первой части) русской мафии по поручениям, полученным из загадочных сообщений по телефону.
Hotline Miami 2 является последней игрой в серии.

## Игровой процесс
Игровой процесс во многом похож на первую часть, но в отличие от неё в Wrong Number появились уровни сложности (классический и сложный), сложный уровень открывается после прохождения игры на классической сложности. На нём все уровни перевёрнуты и также имеют незначительные изменения, в некоторых деталях как экран заставки уровня он изменён, немного меняется цветовая палитра, на них появляются более серьёзные противники, а фиксацию на цели нельзя использовать.
В игре появилось 13 управляемых персонажей. У каждого из них собственное видение истории, как у Джекета и Байкера в оригинальной игре. Маски из первой части снова появились в игре, а также добавлены новые маски, дающие новые способности. Каждый персонаж имеет особые способности: Кори может делать перекаты под вражеским огнём, у Марка есть два пистолета-пулемёта, которыми он может стрелять в разные стороны, разводя руки, Алекс и Эш используют бензопилу и пистолет соответственно, Тони не использует оружие, но его удары летальны.
Анонсированный с выходом игры редактор уровней вышел осенью 2015 года.

## Сюжет
Сюжет в игре подаётся рваным повествованием, и скачет от одного периода времени к другому. Он охватывает события до, после и во время событий оригинальной игры.
Хронологически сюжет начинается в 1985 году. Холодная война с СССР переросла в горячую фазу, на Гавайях идут бои с высадившимся советским десантом. В центре событий отряд «Призрачные Волки», в состав которых входит солдат по кличке «Борода» (второстепенный персонаж первой части), Джекет (главный герой первой части) и ещё двое солдат — афроамериканец Барнс и толстяк Дэниелс. Несмотря на успехи отряда, американцы проигрывают в битве, и отряду дают приказ захватить наиболее опасные советские зоны, включая электростанцию. В ходе последнего задания Барнс погибает, в то время как Борода вытаскивает раненого Джекета до взрыва электростанции. Разнервничавшийся Борода передаёт экстренное сообщение об эвакуации прямым текстом без шифра, раскрывая себя и всю операцию врагу. Перед эвакуацией Борода отдаёт Джекету их совместную фотографию, которую ранее сделал Эван Райт, предлагая Джекету встретиться как-нибудь и «взять что-то за счёт заведения» (данная фраза часто мелькала у продавцов в первой части игры, в которых Джекет видел Дэна). После войны на Гавайях всех солдат распускают, и Борода переезжает в Сан-Франциско, где, как и мечтал, открывает свой магазинчик, но гибнет спустя полгода во время ядерной бомбардировки города, поставившей конец войне с СССР.
По итогам подписания мирного договора русские могут жить в Америке и свободно и безнаказанно делать что угодно. Генерал, командовавший во время войны «Призрачными Волками» недоволен этим. Он создаёт организацию «50 благословений», которая нанимает различных убийц на выполнение их заданий по зачистке русских штабов, выставляя эти атаки как нападения бандитов, которые сами подписываются на данную работу и не могут просто так выйти. Помимо героев предыдущей части, Джекета и Байкера, в состав работников организации входят неоконфедерат Джейк и Рихтер в крысиной маске из первой части. Джейк погибает во время зачистки очередного штаба русской мафии, но если ему удастся избежать этой участи, его чуть позже ликвидирует агент «50 благословений», чтобы обезопасить секретность организации (данный вариант развития событий не является каноническим).
В 1991 году, спустя два года после событий первой части, Джекет находится под стражей. В суде Джекет утверждает, что на убийства его подталкивала русская мафия, тем самым сбивая расследование, поскольку он единственный знал, что на самом деле он работал на Генерала. Многие воспринимают его кровавые похождения как героизм, среди них — «Фанаты», группа из пяти человек. Писатель Эван пишет книгу о похождениях Джекета, собирая улики от своего друга детектива Мэнни Пардо. По мотивам данных убийств снимается фильм «Полуночное Животное» с актёром Мартином Брауном в главной роли. После убийства босса русской мафии её возглавляет его Сын, который пытается вернуть лидерскую позицию мафии, уничтожая Колумбийский Картель.
Большинство из персонажей погибают во время событий данной части. Мартин Браун был убит во время съёмок фильма пистолетом с настоящими патронами. Один из лидеров русской мафии, друживший с Сыном, был убит Фанатами после того, как он покинул мафию, отчего его бросила девушка, украв все сбережения, а сам он в отчаянии принял наркотики производства мафии. Узнав адрес штаб-квартиры русских из телефона убитого, которому звонил сам Сын, предлагая вернуться и посмотреть на новый штаб, Фанаты штурмуют его русской мафии, однако почти все погибают от рук Сына. Позже выясняется, что Сын во время штурма сам употребил новый продукт мафии, после чего в мощном наркотическом приходе срывается с крыши, убив четырех Фанатов и нескольких своих людей. Тони, единственный выживший, стаскивает тела Марка и Кори в комнату, но впоследствии детектив Пардо убивает его. Каждый из них незадолго до своей смерти встречает Ричарда — галлюцинацию в форме человека в маске петуха, который говорит всем, что их действия приведут их к смерти, однако герои не придают этому значения. Все герои, так или иначе пережившие события игры, уничтожены в результате финальных действий, что ставит точку в сюжете Hotline Miami.
Среди прочего, писатель Эван связывается с Рихтером, который собирается скрыться от «50 благословений» на Гавайях и просит Эвана оплатить билет его матери в обмен на его историю. Выясняется, что организация принудила его выполнять эти убийства, угрожая убить его пожилую и больную мать. После убийства нынешней девушки Джекета, Рихтера, который на момент первой части был под стражей в полицейском участке, сажают в тюрьму. 50 благословений посылают агента с целью убить Рихтера, но Рихтер переживает встречу, а позже во время бунта сбегает, переодевшись в униформу охранника. Детектив Пардо расследует загадочные убийства неизвестного «Мясника Майами», который не оставляет улик на месте преступлений; детектив также использует своё положение, чтобы убивать различные группы преступников. Однако позже ему снится кошмар, где его раскрывает, пытается арестовать и убивает полиция, доказывая факт, что Пардо и есть «Мясник Майами», который своими убийствами хочет привлечь внимание и добиться славы. После кошмара Пардо баррикадируется в доме в надежде скрыть свою причастность к преступлениям. Попытки Эвана написать книгу о Джекете омрачаются, когда его семья может развалиться из-за его одержимости работой над книгой; то же самое подтверждает Ричард в галлюцинации, который также объясняет, что его книга не будет иметь значения. Игрок может сделать выбор: либо продолжить дописывать книгу, либо воссоединиться с семьёй.
В конце игры, на Гавайях, Рихтер со своей матерью смотрят экстренный репортаж с места убийства президентов США и России, предположительно убитых организацией под командованием Генерала. Появляется Ричард, который говорит Рихтеру, что последующие события нельзя изменить, и Рихтер соглашается. Россия расценивает убийство президента как акт агрессии и сбрасывает ядерные бомбы на Гавайи, Майами и, предположительно, другие крупные американские города. Все оставшиеся герои погибают — Эван умирает за книгой или за столом с семьёй, Пардо — в забаррикадированной квартире, а Джекет — в тюремной камере, в отличие от Рихтера, он не захотел сбегать во время бунта.
При неканоничном развитии сюжета, незадолго до своей смерти от рук члена «50 благословений» Джейк может украсть дискету со стола. В таком случае Эван находит среди вещей Джейка дискету с предположительным адресом «50 благословений» и, придя на место, находит киллеров организации, которые просят героя уйти, и Эван подчиняется.
При повторном начале игры все мёртвые сюжетные персонажи появляются за столом и вынуждены вступать в диалог с Ричардом, который вновь предупреждает всех, что их действия в итоге ни к чему не приведут. Все герои умирают в том порядке, в каком ранее умерли в игре, однако Борода умирает последним; перед этим он узнаёт в Ричарде знакомого, и Ричард говорит ему, что он не желал Бороде всего этого и хотел бы встретиться при других обстоятельствах. После Ричард включает проектор с фильмом «Полуночное Животное», а все герои вынуждены пережить все события вновь.

## Персонажи
В игре 12 (Алекс и Эш считаются за одного) игровых персонажей, каждый со своим местом и временем действия.
- Мясник — Мартин Браун — адаптированная версия Джекета для фильма-слэшера «Полуночное животное». Действие происходит после событий оригинала. Роль Мясника исполняет знаменитый в мире игры актёр Мартин Браун, который мучается от психического расстройства[9]. Был убит во время съёмок фильма. Среди фанатов игры бытует мнение, что на самом деле Мартин — не актёр, и идея с фильмом была только у него в голове, а убивал он по-настоящему.
- Фанаты — банда убийц, которая видит в Джекете героя и пытается подражать ему[9]. Их история развивается после событий оригинальной игры. В состав фанатов входят:
  - Тони — человек в маске изувеченного тигра. Не использует оружие, атаки ближнего боя смертельны. Был ранен Сыном и добит детективом Пардо.
  - Марк — человек в маске медведя. Начинает уровень с двумя пистолетами-пулемётами с дополнительными магазинами, имеет способность стрелять одновременно влево и вправо, разводя руки в стороны. Был убит Сыном.
  - Алекс и Эш — сестра и брат, носят лебединые маски и всегда действуют в паре. Алекс (сестра) вооружёна бензопилой, Эш — пистолетом. При этом вражеские попадания засчитываются только Алекс, при попадании в сестру, Эш сдаётся. Были убиты Сыном.
  - Кори — девушка в маске зебры, умеет перекатываться, амбидекстр. Была убита Сыном. Примечательно, что Алекс и Кори являются первыми играбельными персонажами женского пола в этой серии[10].
- Детектив Мэнни Пардо — детектив, расследующий убийства и вершащий самосуд. История развивается после событий оригинала. Страдает от психического расстройства, жаждет славы. Друг Писателя. В багажнике его машины лежит дробовик, который можно использовать[11]. Может добивать огнестрельным оружием. Погиб от сброшенной Советским Союзом, ядерной бомбы.
- Эван Райт — писатель, расследующий историю Джекета, чтобы написать книгу о нём. История развивается после оригинальной игры. В отличие от других персонажей, писатель не привык убивать людей. Многие из его атак не смертельны, если игрок не добивает сбитого врага более чем двумя ударами. После двух убийств экран краснеет, Эван срывает с себя куртку, а его атаки становятся смертельными. Обычно писатель разряжает любое огнестрельное оружие, которое подбирает, и стремится оглушить соперников тупыми предметами[12]. При этом разряженное героем оружие поощряется игрой дополнительными очками. Как и многие герои, он умирает от ядерного взрыва.
- Джейк — толстый мужчина с арсеналом змеиных масок. Как и Джекет, он участник «50-ти благословений», националист. Джекет находит Джейка мёртвым в оригинальной игре, и его история в Wrong Number является приквелом. Может быть убит русскими гангстерами или агентом «50 благословений». Каноничным является убийство гангстерами[13].
- Рихтер — участник «50-ти благословений» в крысиной маске из первой игры. Его история происходит после оригинальной игры, но в качестве рассказа Писателю. Его рассказ охватывает события во время, до и после событий оригинальной игры. Вместе с матерью становится жертвой ядерной бомбардировки на Гавайях.
- Приспешник — русский гангстер, не носящий маски, как Детектив и Писатель. Он начинает уровень с пистолетом с глушителем. Его история развивается после событий оригинала. Он состоит в хороших отношениях с боссом мафии, но хочет выйти из игры. Босс разрешает ему, но только после выполнения одного задания. Позднее, после того, как его бросила девушка, он начинает употреблять наркотики, и, находясь под их действием, погибает от рук Фанатов[14].
- Сын — босс русской мафии, сын босса из оригинала. Его история развивается после событий оригинальной игры. На выбор даются три умения — перекаты (начинает уровень с катаной), два автомата и кастеты, благодаря которым абсолютно всех можно убить голыми руками. Примечательно, что все данные умения относятся к финальному боссу оригинала: телохранитель (англ. Bodyguard) — женщина-телохранитель главы, грязные руки (англ. Dirty hands) — ручные пантеры, кровные узы (англ. bloodline) — сам глава русской мафии. Под воздействием наркотиков спрыгнул с крыши и разбился.
- Солдат — игра за солдата происходит во время войны с СССР на Гавайях. Солдат — это Никки (из файлов игры, в самой игре его имя не произносят) или Борода, продавец, сослуживец Джекета. Всегда вооружён ножом и огнестрельным оружием, выбираемым игроком. Погиб при ядерном взрыве в Сан-Франциско.

## Восприятие
| Сводный рейтинг       | Сводный рейтинг                                                |
| Агрегатор             | Оценка                                                         |
| --------------------- | -------------------------------------------------------------- |
| GameRankings          | - (PS4) 79,00 % - (PC) 74,75 % - (Vita) 70,67 % - (NS) 83,50 % |
| Metacritic            | (PS4) 77/100 (PC) 74/100 (Vita) 66/100                         |
| Иноязычные издания    |                                                                |
| Издание               | Оценка                                                         |
| Destructoid           | 9/10                                                           |
| Game Informer         | 8,5/10                                                         |
| GameSpot              | 9/10                                                           |
| GamesRadar+           | [ 25 ]                                                         |
| IGN                   | 8,8/10                                                         |
| PC Gamer (UK)         | 57/100                                                         |
| Polygon               | 9/10                                                           |
| VideoGamer            | 7/10                                                           |
| Hardcore Gamer        | 4,5/5                                                          |
| The Daily Telegraph   | 3/5                                                            |
| Русскоязычные издания |                                                                |
| Издание               | Оценка                                                         |
| PlayGround.ru         | 6/10                                                           |
| Riot Pixels           | 25 %                                                           |
| «Игромания»           | 7/10                                                           |

Летом 2018 года, благодаря уязвимости в защите Steam Web API, стало известно, что точное количество пользователей сервиса Steam, которые играли в игру хотя бы один раз, составляет 1 037 686 человек.